# هوسيون

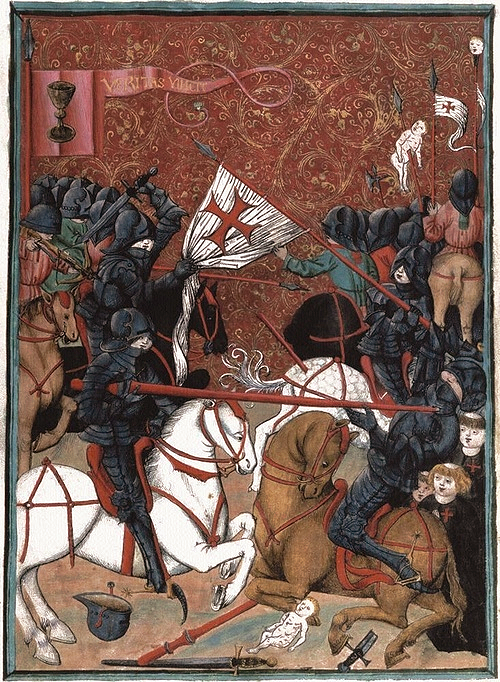

الهوسيون (بالإنجليزية: Hussites)‏ هم أتباع رجل الدين اللوثري التشيكي يان هوس (1369-1415) الذي حاول إصلاح الكنيسة الكاثوليكية من الفساد والشرور بالرجوع إلى الكتاب المقدس وأخلاق ووصايا السيد المسيح. بيد أنه اضطُهِدَ وحورب من قبل رجال الكنيسة، وانتهت حياته بالحكم عليه بالإعدام حرقا في مجمع كونستانس الكنسي عام 1415.
لا يزال تقليد الهوسيون قائمًا من خلال الكنيسة المورافية، والكنيسة الهوسية التشيكوسلوفاكية.